# Aedes pseudotaeniatus
Aedes pseudotaeniatus är en tvåvingeart som först beskrevs av Giles 1901.  Aedes pseudotaeniatus ingår i släktet Aedes och familjen stickmyggor. Inga underarter finns listade i Catalogue of Life.